# Nymphomyia levanidovae
Nymphomyia levanidovae är en tvåvingeart som beskrevs av Boris Borisovitsch Rohdendorf och Kalugina 1974. Nymphomyia levanidovae ingår i släktet Nymphomyia och familjen Nymphomyiidae. Inga underarter finns listade i Catalogue of Life.